# Rorea otagoensis
Rorea otagoensis är en spindelart som beskrevs av Forster och Wilton 1973. Rorea otagoensis ingår i släktet Rorea och familjen Amphinectidae. Inga underarter finns listade i Catalogue of Life.